# Guaynabo
Guaynabo – miasto w Portoryko; w aglomeracji San Juan; 81 000 mieszkańców (2010). Jest siedzibą gminy Guaynabo.
W mieście rozwinął się przemysł materiałów budowlanych, papierniczy, rafineryjny, hutniczy oraz farmaceutyczny.